# Giải thưởng Thể thao Thế giới Laureus cho Vận động viên nam của năm
Giải thưởng Thể thao Thế giới Laureus cho Vận động viên nam của năm là một hạng mục của Giải thưởng Thể thao Thế giới Laureus, được trao cho các vận động viên nam có nhiều thành tích xuất sắc trong năm.
Người đầu tiên nhận giải thưởng này là tay golf Tiger Woods ở lễ trao giải năm 2000. Tính đến năm 2024, Roger Federer và Novak Djokovic là những người nhiều lần đoạt danh hiệu này nhất (5 lần). Ngoài ra thì tay vợt người Thụy Sĩ còn 1 lần đoạt Giải thưởng Thể thao Thế giới Laureus cho Sự trở lại của năm.
Năm 2020 là lần đầu tiên Giải thưởng được trao cho 2 vận động viên là Lewis Hamilton của môn đua xe Công thức 1 và Lionel Messi của môn bóng đá. Trường hợp của Messi là cầu thủ bóng đá đầu tiên được trao giải thưởng Laureus vận động viên nam xuất sắc. So với các môn khác thì bóng đá là môn có tính đồng đội cao hơn, các đội bóng đá thường cạnh tranh hạng mục đội tuyển thể thao của năm. Cho nên giải thưởng cá nhân năm 2020 của Messi được coi như là lần đầu tiên giải Laureus trao cho một vận động viên của một môn thể thao đồng đội.
Lionel Messi lần thứ 2 đoạt giải thưởng này vào năm 2023, giúp anh đạt cột mốc vận động viên đầu tiên vừa giành danh hiệu cá nhân, vừa giành danh hiệu đồng đội ở giải Laureus. Vì cũng trong năm này, đội tuyển bóng đá quốc gia Argentnia cũng được trao danh hiệu đội tuyển thể thao của năm.
Có một lần giải thưởng bị thu hồi, đó là trường hợp của Lance Amstrong (đoạt giải năm 2003) sau khi hành vi sử dụng chất kích thích của cua rơ người Mỹ bị phanh phui.

## Danh sách những vận động viên được đề cử và nhận giải
| * | Chỉ vận động viên bị thu hồi giải thưởng hoặc đề cử |

| Năm  | Ảnh                        | Đoạt giải          | Quốc tịch | Môn thể thao | Đề cử | Chú thích     |
| ---- | -------------------------- | ------------------ | --------- | ------------ | --- | ------------- |
| 2000 | Tiger Woods in 1997        | Tiger Woods        | USA       | Golf         | Andre Agassi ( USA) – Quần vợt · Maurice Greene ( USA) – Điền kinh | [ 6 ] [ 7 ]   |
| 2001 | Tiger Woods in 2001        | Tiger Woods        | USA       | Golf         | Steve Redgrave ( GBR) – Chèo thuyền · Michael Schumacher ( GER) – Công thức 1 · Ian Thorpe ( AUS) – Bơi · Pieter van den Hoogenband ( NED) – Bơi                                       | [ 8 ] [ 9 ]   |
| 2002 | Michael Schumacher in 1994 | Michael Schumacher | GER       | Công thức 1  | Lance Armstrong* ( USA) – Đua xe đạp · Maurice Greene ( USA) – Điền kinh · Ian Thorpe ( AUS) – Bơi · Tiger Woods ( USA) – Golf                                                         | [ 10 ] [ 11 ] |
| 2003 | Lance Armstrong in 2003    | Lance Armstrong*   | USA       | Đua xe đạp   | Ole Einar Bjørndalen ( NOR) – Hai môn phối hợp · Ronaldo ( BRA) – Bóng đá · Michael Schumacher ( GER) – Công thức 1 · Tiger Woods ( USA) – Golf                                        | [ 12 ] [ 13 ] |
| 2004 | Michael Schumacher in 2005 | Michael Schumacher | GER       | Công thức 1  | Lance Armstrong* ( USA) – Đua xe đạp · Roger Federer ( SUI) – Quần vợt · Michael Phelps ( USA) – Bơi · Valentino Rossi ( ITA) – MotoGP · Jonny Wilkinson ( GBR) – Rugby union          | [ 14 ] [ 15 ] |
| 2005 | Roger Federer in 2004      | Roger Federer      | SUI       | Tennis       | Lance Armstrong* ( USA) – Đua xe đạp · Hicham El Guerrouj ( MAR) – Điền kinh · Michael Phelps ( USA) – Bơi · Valentino Rossi ( ITA) – MotoGP · Michael Schumacher ( GER) – Công thức 1 | [ 16 ] [ 17 ] |
| 2006 | Roger Federer in 2005      | Roger Federer      | SUI       | Tennis       | Fernando Alonso ( ESP) – Công thức 1 · Lance Armstrong* ( USA) – Đua xe đạp · Ronaldinho ( BRA) – Bóng đá · Valentino Rossi ( ITA) – MotoGP · Tiger Woods ( USA) – Golf                | [ 18 ] [ 19 ] |
| 2007 | Roger Federer in 2006      | Roger Federer      | SUI       | Tennis       | Fernando Alonso ( ESP) – Công thức 1 · Fabio Cannavaro ( ITA) – Bóng đá · Asafa Powell ( JAM) – Điền kinh · Michael Schumacher ( GER) – Công thức 1 · Tiger Woods ( USA) – Golf        | [ 20 ] [ 21 ] |
| 2008 | Roger Federer in 2007      | Roger Federer      | SUI       | Tennis       | Tyson Gay ( USA) – Điền kinh · Kaká ( BRA) – Bóng đá · Michael Phelps ( USA) – Bơi · Kimi Räikkönen ( FIN) – Công thức 1 · Tiger Woods ( USA) – Golf                                   | [ 22 ] [ 23 ] |
| 2009 | Usain Bolt in 2009         | Usain Bolt         | JAM       | Điền kinh    | Lewis Hamilton ( GBR) – Công thức 1 · Rafael Nadal ( ESP) – Quần vợt · Michael Phelps ( USA) – Bơi · Cristiano Ronaldo ( POR) – Bóng đá · Valentino Rossi ( ITA) – MotoGP              | [ 24 ] [ 25 ] |
| 2010 | Usain Bolt in 2011         | Usain Bolt         | JAM       | Điền kinh    | Kenenisa Bekele ( ETH) – Điền kinh · Alberto Contador ( ESP) – Đua xe đạp · Roger Federer ( SUI) – Quần vợt · Lionel Messi ( ARG) – Bóng đá · Valentino Rossi ( ITA) – MotoGP          | [ 26 ] [ 27 ] |
| 2011 | Rafael Nadal in 2011       | Rafael Nadal       | ESP       | Tennis       | Kobe Bryant ( USA) – Bóng rổ · Andrés Iniesta ( ESP) – Bóng đá · Lionel Messi ( ARG) – Bóng đá · Manny Pacquiao ( PHI) – Quyền anh · Sebastian Vettel ( GER) – Công thức 1             | [ 28 ] [ 29 ] |
| 2012 | Novak Djokovic in 2012     | Novak Djokovic     | SRB       | Tennis       | Usain Bolt ( JAM) – Điền kinh · Cadel Evans ( AUS) – Đua xe đạp · Lionel Messi ( ARG) – Bóng đá · Dirk Nowitzki ( GER) – Bóng rổ · Sebastian Vettel ( GER) – Công thức 1               | [ 30 ] [ 31 ] |
| 2013 | Usain Bolt in 2012         | Usain Bolt         | JAM       | Điền kinh    | Mo Farah ( GBR) – Điền kinh · Lionel Messi ( ARG) – Bóng đá · Michael Phelps ( USA) – Bơi · Sebastian Vettel ( GER) – Công thức 1 · Bradley Wiggins ( GBR) – Đua xe đạp                | [ 32 ] [ 33 ] |
| 2014 | Sebastian Vettel in 2012   | Sebastian Vettel   | GER       | Công thức 1  | Usain Bolt ( JAM) – Điền kinh · Mo Farah ( GBR) – Điền kinh · LeBron James ( USA) – Bóng rổ · Rafael Nadal ( ESP) – Quần vợt · Cristiano Ronaldo ( POR) – Bóng đá                      | [ 34 ] [ 35 ] |
| 2015 | Novak Djokovic in 2015     | Novak Djokovic     | SRB       | Tennis       | Lewis Hamilton ( GBR) – Công thức 1 · Renaud Lavillenie ( FRA) – Điền kinh · Marc Márquez ( ESP) – MotoGP · Rory McIlroy ( NIR) – Golf · Cristiano Ronaldo ( POR) – Bóng đá            | [ 36 ] [ 37 ] |
| 2016 | Novak Djokovic in 2016     | Novak Djokovic     | SRB       | Tennis       | Usain Bolt ( JAM) – Điền kinh · Stephen Curry ( USA) – Bóng rổ · Lewis Hamilton ( GBR) – Công thức 1 · Lionel Messi ( ARG) – Bóng đá · Jordan Spieth ( USA) – Golf                     | [ 38 ] [ 39 ] |
| 2017 | Usain Bolt in 2017         | Usain Bolt         | JAM       | Điền kinh    | Stephen Curry ( USA) – Bóng rổ · Mo Farah ( GBR) – Điền kinh · LeBron James ( USA) – Bóng rổ · Andy Murray ( GBR) – Quần vợt · Cristiano Ronaldo ( POR) – Bóng đá                      | [ 40 ] [ 41 ] |
| 2018 | Roger Federer in 2017      | Roger Federer      | SUI       | Tennis       | Mo Farah ( GBR) – Điền kinh · Chris Froome ( GBR) – Đua xe đạp · Lewis Hamilton ( GBR) – Công thức 1 · Rafael Nadal ( ESP) – Quần vợt · Cristiano Ronaldo ( POR) – Bóng đá             | [ 42 ] [ 43 ] |
| 2019 | Novak Djokovic in 2017     | Novak Djokovic     | SRB       | Tennis       | Lewis Hamilton ( GBR) – Công thức 1 · LeBron James ( USA) – Bóng rổ · Eliud Kipchoge ( KEN) – Điền kinh · Kylian Mbappé ( FRA) – Bóng đá · Luka Modrić ( CRO) – Bóng đá                | [ 44 ] [ 45 ] |
| 2020 | Lewis Hamilton in 2018     | Lewis Hamilton     | GBR       | Công thức 1  | Eliud Kipchoge ( KEN) – Điền kinh · Marc Márquez ( ESP) – MotoGP · Rafael Nadal ( ESP) – Quần vợt · Tiger Woods ( USA) – Golf                                                          | [ 46 ]        |
| 2020 | Lionel Messi in 2018       | Lionel Messi       | ARG       | Bóng đá      | Eliud Kipchoge ( KEN) – Điền kinh · Marc Márquez ( ESP) – MotoGP · Rafael Nadal ( ESP) – Quần vợt · Tiger Woods ( USA) – Golf                                                          | [ 46 ]        |
| 2021 | Rafael Nadal in 2021       | Rafael Nadal       | ESP       | Tennis       | Joshua Cheptegei ( UGA) – Điền kinh · Armand Duplantis ( SWE) – Điền kinh · Lewis Hamilton ( GBR) – Công thức 1 · LeBron James ( USA) – Bóng rổ · Robert Lewandowski ( POL) – Bóng đá  | [ 47 ]        |
| 2022 | Max Verstappen in 2017     | Max Verstappen     | NED       | Công thức 1  | Tom Brady ( USA) – Bóng bầu dục Mỹ · Novak Djokovic ( SRB) – Quần vợt · Caeleb Dressel ( USA) – Bơi · Eliud Kipchoge ( KEN) – Điền kinh · Robert Lewandowski ( POL) – Bóng đá          | [ 48 ]        |
| 2023 | Lionel Messi in 2022       | Lionel Messi       | ARG       | Bóng đá      | Stephen Curry ( USA) – Bóng rổ · Armand Duplantis ( SWE) – Điền kinh · Kylian Mbappé ( FRA) – Bóng đá · Rafael Nadal ( ESP) – Tennis · Max Verstappen ( NED) – Công thức 1             | [ 49 ] [ 50 ] |

## Thống kê
Tính đến thời điểm đề cử giải thưởng 2023
| * | Đã loại trừ các trường hợp bị thu hồi giải thưởng hay đề cử |

| Số lượng | Vận động viên      | Năm                   |
| -------- | ------------------ | --------------------- |
| 5        | Roger Federer      | 2005–2008, 2018       |
| 4        | Usain Bolt         | 2009–2010, 2013, 2017 |
| 4        | Novak Djokovic     | 2012, 2015–2016, 2019 |
| 2        | Tiger Woods        | 2000–2001             |
| 2        | Michael Schumacher | 2002, 2004            |
| 2        | Rafael Nadal       | 2011, 2021            |
| 2        | Lionel Messi       | 2020, 2023            |

| Số lượng | Vận động viên      | Năm                               |
| -------- | ------------------ | --------------------------------- |
| 8        | Tiger Woods        | 2000–2003, 2006–2008, 2020        |
| 7        | Roger Federer      | 2004–2008, 2010, 2018             |
| 7        | Lionel Messi       | 2010-2013, 2016, 2020, 2023       |
| 7        | Usain Bolt         | 2009–2010, 2012–2014, 2016–2017   |
| 7        | Lewis Hamilton     | 2009, 2015–2016, 2018–2021        |
| 6        | Michael Schumacher | 2001–2005, 2007                   |
| 6        | Rafael Nadal       | 2009, 2011, 2014, 2018, 2020–2021 |
| 5        | Valentino Rossi    | 2004–2006, 2009–2010              |
| 5        | Michael Phelps     | 2004–2005, 2008–2009, 2013        |
| 5        | Cristiano Ronaldo  | 2009, 2014–2015, 2017–2018        |
| 5        | Novak Djokovic     | 2012, 2015–2016, 2019, 2022       |
| 4        | Sebastian Vettel   | 2011–2014                         |
| 4        | Mo Farah           | 2013–2014, 2017–2018              |
| 4        | LeBron James       | 2014, 2017, 2019, 2021            |
| 3        | Eliud Kipchoge     | 2019–2020, 2022                   |
| 3        | Stephen Curry      | 2016–2017, 2023                   |
| 2        | Maurice Greene     | 2000, 2002                        |
| 2        | Ian Thorpe         | 2001–2002                         |
| 2        | Fernando Alonso    | 2006–2007                         |
| 2        | Marc Márquez       | 2015, 2020                        |
| 2        | Robert Lewandowski | 2021–2022                         |

| Quốc gia | Đoạt giải | Đề cử |
| -------- | --------- | ----- |
| SUI      | 5         | 2     |
| JAM      | 4         | 4     |
| SRB      | 4         | 1     |
| GER      | 3         | 8     |
| USA      | 2*        | 25*   |
| ESP      | 2         | 11    |
| GBR      | 1         | 15    |
| ARG      | 2         | 7     |
| ITA      | 0         | 6     |
| POR      | 0         | 5     |
| AUS      | 0         | 3     |
| BRA      | 0         | 3     |
| KEN      | 0         | 3     |
| NED      | 0         | 2     |
| POL      | 0         | 2     |
| ETH      | 0         | 1     |
| FIN      | 0         | 1     |
| MAR      | 0         | 1     |
| NIR      | 0         | 1     |
| NOR      | 0         | 1     |
| PHI      | 0         | 1     |
| SWE      | 0         | 1     |
| UGA      | 0         | 1     |

| Môn thể thao      | Đoạt giải | Đề cử |
| ----------------- | --------- | ----- |
| Quần vợt          | 11        | 10    |
| Điền kinh         | 4         | 19    |
| Công thức 1       | 4         | 17    |
| Golf              | 2         | 8     |
| Bóng đá           | 1         | 19    |
| Bơi               | 0         | 9     |
| Bóng rổ           | 0         | 8     |
| MotoGP            | 0         | 8     |
| Cycling           | 0*        | 4*    |
| American football | 0         | 1     |
| Biathlon          | 0         | 1     |
| Quyền anh         | 0         | 1     |
| Rowing            | 0         | 1     |
| Rugby union       | 0         | 1     |